# Burkittsville
Burkittsville é uma cidade  localizada no estado americano de Maryland, no Condado de Frederick a cidade ficou conhecida por ser a cidade onde se passa o filme estadunidense A Bruxa de Blair.

## Demografia
Segundo o censo americano de 2000, a sua população era de 171 habitantes. 
Em 2006, foi estimada uma população de 186, um aumento de 15 (8.8%).

## Geografia
De acordo com o United States Census Bureau tem uma área de 
1,1 km², dos quais 1,1 km² cobertos por terra e 0,0 km² cobertos por água.

## Localidades na vizinhança
O diagrama seguinte representa as localidades num raio de 12 km ao redor de Burkittsville. 